# Avram Davidson
Avram Davidson (Yonkers, New York, 23 maart 1923 - Bremerton, Washington, 9 mei 1993) was een Amerikaans redacteur en schrijver van  sciencefiction, fantasy en detectiveverhalen.
Davidson diende bij het medisch personeel in het Amerikaanse Korps Mariniers tijdens de Tweede Wereldoorlog. Hij begon zijn schrijverscarrière in 1950 als kenner van de Talmoed met verhalen in Joodse tijdschriften. Later in de jaren 50 schreef hij voor fictie-tijdschriften. Hij was redacteur bij The Magazine of Fantasy and Science Fiction tussen 1962 en 1965. 
Davidson publiceerde 19 romans en meer dan 200 verhalen en essays, verzameld in meer dan een dozijn boeken. Hij won de Hugo Award in 1958 voor het kort verhaal Or All the Seas with Oysters en in 1963 voor zijn tijdschrift. Hij kreeg de World Fantasy Award drie keer: in 1976 voor de verzamelbundel The Enquiries of Dr. Eszterhazy; in 1979 voor  beste korte fictie met Naples en in 1986 voor zijn levenswerk. Met The Affair at Lahore Cantonment (1961) verdiende hij de Edgar Allan Poe Award.
Davidson had een unieke stijl van schrijven. Misschien gebeurt er niet veel in zijn verhalen, maar hij schept er genoegen in om zijn erudiete beschrijvingen zeer gedetailleerd te maken. Hij slaagt hierin doordat hij goed kon luisteren naar de manier waarop mensen praten, door een encyclopedische hoeveelheid fascinerende kennis en een onweerstaanbaar komisch wereldbeeld, waarbij vrijwel iedereen als excentriek wordt gezien.